# NOF4
(Trascrizione del graffito a cura di A. Trafeli)
NOF4, pseudonimo di Fernando Nannetti (Roma, 31 dicembre 1927 – Volterra, 24 novembre 1994), è stato un incisore italiano.
“Corazzi / Nannetti = Fernando / nato / a / Roma il / 3 / 10 / 1927 / moro / spinaceo / castagno / alto / 1,60 / secco / bocca / stretta / naso / Y”.
Questa dichiarazione d’identità, compare fin dalle prime righe del libro lapidario di Nannetti. 

## Biografia
Figlio di padre sconosciuto (indicato su tutti gli atti, come d'uso all'epoca, con la sigla NN) e di Concetta Nannetti, Oreste (nome d'invenzione che lo stesso Fernando si attribuì per dare maggiore imponenza alla sua persona), all'età di sette anni, fu affidato a un'opera di carità e poi, a dieci anni, fu ricoverato in una struttura per persone affette da problemi psichici. A causa di una grave forma di spondilite, fu ricoverato per lungo tempo all'ospedale Carlo Forlanini. Non si hanno notizie precise sulla sua vita fino al 1948, quando fu processato per oltraggio a pubblico ufficiale, accusa dalla quale fu prosciolto il 29 settembre dello stesso anno per vizio totale di mente. Trascorse i successivi anni nell'ospedale psichiatrico di Santa Maria della Pietà a Roma, prima di essere trasferito, nel 1958, nell'ospedale psichiatrico di Volterra. Nel 1959 fu trasferito nella sezione giudiziaria "Ferri" del complesso volterrano. Dal 1961 al 1967 fu invece nella sezione civile "Charcot" del manicomio, per poi tornare al "Ferri" fino al 1968. Fu affidato alternativamente alle due strutture fino alla dimissione. Nel 1973 fu assegnato all'Istituto Bianchi e, come molti altri ex-pazienti, visse a Volterra fino alla morte, avvenuta nel 1994.

### NOF4
Nannetti scrisse un gran numero di lettere e cartoline a parenti e personaggi, firmandosi con le sigle "Nanof", "Nof" o "Nof4" e definendosi, senza soluzione di continuità, astronautico ingegnere minerario, colonnello astrale, scassinatore nucleare o "Nannettaicus Meccanicus - santo della cellula fotoelettrica"'. La sigla NOF venne da lui stesso risolta, di volta in volta, come "Nannetti Oreste Fernando" o "Nucleare Orientale Francese" o, ancora, "Nazioni Orientali Francesi", mentre il «4» costituiva il riferimento alla matricola che aveva ricevuto all'entrata della struttura.

## I graffiti
Negli anni di degenza al Ferri, Nannetti incise una serie di graffiti sugli intonaci del complesso, utilizzando le fibbie delle cinture che facevano parte della divisa degli internati. Uno, lungo 180 metri e alto in media due, correva intorno al padiglione dell'istituto. L'altro, lungo 102 metri e alto in media 20 centimetri, occupava il passamano in cemento di una scala. I due cicli erano organizzati come un sorta di racconto per immagini.

### Contenuto
I graffiti hanno per tema racconti fantascientifici, spesso di difficile decifrazione.
Fra i testi è possibile leggere:
(Trascrizioni a cura di A. Trafeli)
(Trascrizioni a cura di A. Trafeli)
(Trascrizioni a cura di A. Trafeli)
(Trascrizioni a cura di A. Trafeli)
Nei "racconti" Nannetti afferma di poter comunicare telepaticamente con personaggi -definiti alti, spinacei, naso ad Y- e narra la conquista di mondi sconosciuti e terribili guerre combattute con armi altamente tecnologiche, nel racconto si intrecciano magie alchemiche e selve di tralicci metallici e antenne.

### Riscoperta e memoria

NOF4 nel 1985, nel documentario girato dallo Studio Azzurro

A seguito della legge Basaglia, il manicomio fu chiuso nel 1979. Nel 1980 l'artista Mino Trafeli, che aveva il proprio studio in un ex reparto del Manicomio di Volterra riconobbe l'importanza dell'opera di Nannetti, commissionando al fotografo Pier Nello Manoni delle riproduzioni fotografiche dei graffiti, oggi conservate nel museo Lombroso di Volterra. Nel 1985, l'Unità sanitaria locale numero 15 della Toscana acconsentì alla pubblicazione del volume N.O.F. 4 Il Libro della Vita, a cura di Mino Trafeli, con le trascrizioni di A. Trafeli e le foto di Manoni.
A Nannetti venne riconosciuto un compenso di due milioni di lire. Nannetti non gradì la ricompensa, manifestando, invece, apprezzamento per l'articolo pubblicato dal settimanale «l'Espresso» il 14 settembre 1986, firmato da Antonio Tabucchi e dal titolo Caro muro ti scrivo.
Nel 1998 i graffiti sono stati filmati ed inseriti nel film Prima la musica, poi le parole di Fulvio Wetzl, in alcune sequenze narrative e, soprattutto a scopo di memoria visiva, integralmente filmati in piano sequenza sotto i titoli di coda del film.
Il brano Patrie galere dei 24 Grana è dedicato a NOF4 e nel videoclip, girato proprio nel Manicomio di Volterra, sono presenti stralci dei graffiti.
Lo Studio Azzurro dedicò all'opera di Nannetti un film-documentario, intitolato L'osservatorio nucleare del signor Nanof, girato da Paolo Rosa. Negli anni si sono susseguite diverse mostre e convegni dedicati a quello che viene oggi considerato un raro e importante esempio di Art Brut.
Le lettere e gli scritti di Nannetti (circa 1700 pagine), in ossequio alle normative vigenti, furono distrutti dopo la sua morte, non essendoci alcun parente in vita che potesse reclamarne la proprietà. Erano, tuttavia, stati fotocopiati per tempo.
I graffiti, dopo la chiusura e l'abbandono dell'ospedale psichiatrico, sono andati incontro a un rapido deterioramento anche se coperti da una tettoia in lamiera; al 2011 si stima che ne rimangano integri solo 53 metri.
Nel 2010 la Onlus Inclusione Graffio e Parola di Volterra è stata incaricata dalla ASL5 di Pisa, al distacco di parte del graffito e successivamente alla sua salvaguardia e valorizzazione storica e culturale. Nel 2012 ha staccato grazie a Regione Toscana ex ASL5 e Comune di Volterra, 8 metri di graffito inserendolo nel museo della ex psichiatria volterrana presso il museo Lombroso. La Onlus è l'unica associazione incaricata alla gestione delle visite guidate al museo e agli ex padiglioni, compreso il reparto dove Nannetti creò la sua opera d'arte. Dal 2012 organizza eventi, mostre, performance tutte dedicate all'opera di NOF4, riportando sul territorio tutte le rappresentazioni artistiche ispirate al graffito.